# Kit Kat
Ne doit pas être confondu avec Kitekat, Android KitKat, Al-Kit Kat ou Kit-Cat Klock.
Cet article possède un paronyme, voir Kitkatclub.

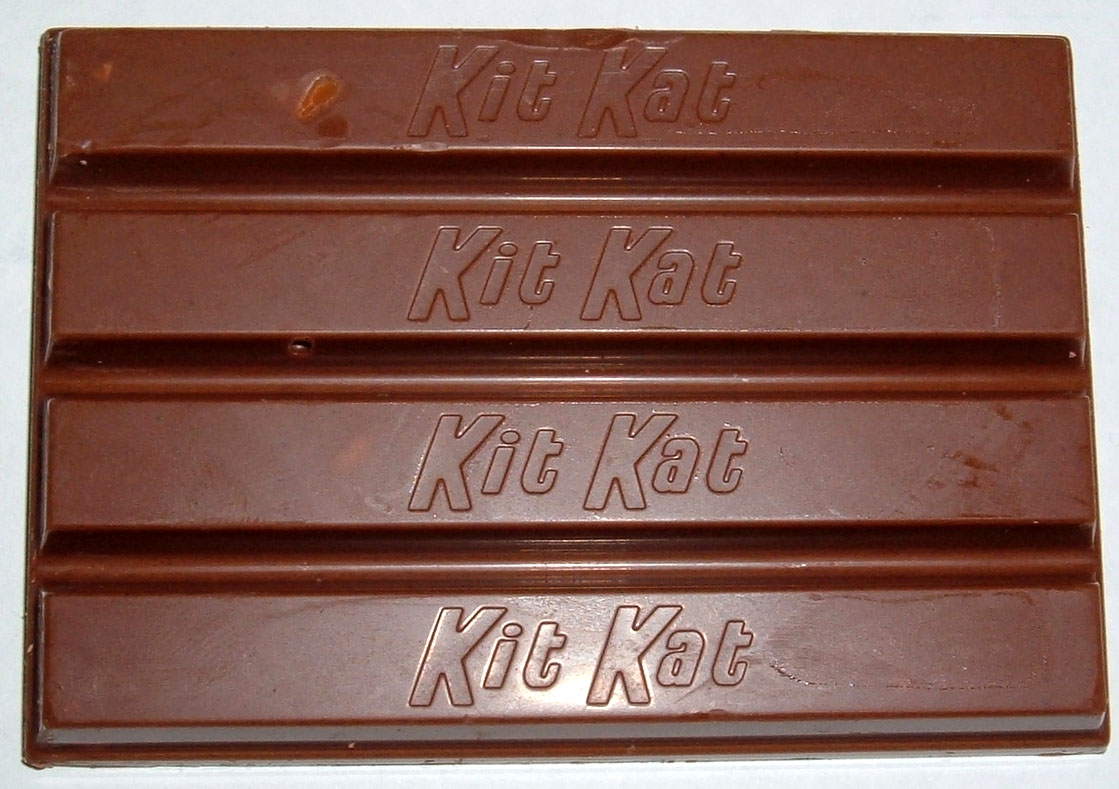
La tablette Kit Kat est composée de quatre gaufrettes collées ensemble

Logo aux États-Unis.

Kit Kat est une marque commerciale de biscuits enrobés de chocolat créée en Angleterre en 1935 par Rowntree. Elle est actuellement fabriquée dans le monde entier par Nestlé qui a racheté Rowntree en 1988, sauf aux États-Unis, où la fabrication Kit Kat est assurée par Hershey's.
En 2014, 650 tablettes de cette marque étaient consommées toutes les secondes dans le monde.

## Vue d'ensemble
La forme la plus courante est celle d'une tablette composée de quatre gaufrettes enrobées de chocolat collées ensemble. Les premiers biscuits de cette marque sous cette forme apparaissent en 1935 en Grande-Bretagne et en 1970 en France. Cette forme a fait l'objet d'une demande de protection commerciale par Nestlé en 2006, ceci déclenchant une bataille juridique avec son concurrent Cadbury devant la Cour de Justice de l'Union Européenne. Cette protection a été enregistrée dans de nombreux pays (France, Allemagne, Australie, Afrique du Sud et Canada) mais a été refusée au Royaume-Uni car il a été jugé que la « forme à quatre doigts » ne représente pas un caractère distinctif suffisant.
Au Japon, plusieurs dizaines d'arômes, parfois insolites, sont commercialisés. Début 2014, la marque ouvre une première boutique au Japon, au sein du centre commercial Seibu, dans la station de train Ikebukuro, au cœur de Tokyo.
La version 4.4 du système d’exploitation Android porte le nom de KitKat.

## Origine de la marque
L'utilisation des appellations « kit kat » ou « kit cat » pour désigner une forme de nourriture remonte au XVIIIe siècle quand des « mutton pies » (tourtes à la viande de mouton) connus sous les appellations « kit kat » ou « kit cat » étaient servis lors des premières réunions du club politique londonien Kit-Cat dans la taverne de l'aubergiste et chef pâtissier Christopher Catling. Le club et les tourtes à la viande de mouton tirent leur nom de l'abréviation du nom de l'aubergiste,.

## Fabrication
La principale usine est celle de York (Royaume-Uni).
Les biscuits de cette marque sont aussi fabriqués à Toronto (Canada), Hamburg (Allemagne), Ponda (Inde), Chembng (Malaisie), Tianjin (Chine), Kasumigaura (Japon), Campbellfield (Australie), Dubaï (UAE), East London (Afrique du Sud) ainsi qu'à Hershey (États-Unis).
Les produits Kit Kat sont aussi fabriqués à Perm en Russie. Un conflit social a eu lieu en 2008 car la direction refusait de négocier les salaires.
D'après le code-barre 50251094 présent sur l'emballage, le fabricant de cette sucrerie commercialisée en France est au Royaume-Uni.
Les produits de déclinaison de cette marque (crème dessert, crème glacée), commercialisés en Europe, sont fabriqués par le partenaire Lactalis Nestlé Produits Frais.

## Ingrédients
Sucre, farine de blé, beurre de cacao, lait écrémé en poudre, huile de palme, pâte de cacao, beurre pâtissier, petit-lait filtré en poudre, cacao maigre, émulsifiant (lécithine de tournesol), arôme naturel de vanille, sel, poudre à lever (carbonates de sodium)

## Apport énergétique
521 kilo-calories pour 100 grammes ; 108 kilo-calories pour 2 gaufrettes (20,7 grammes).

## Communication
[Quand ?]Nestlé centre ses publicités sur le slogan « Pause Kit Kat ».

### Slogan
- « Have a break, have a Kit Kat »

## Polémique
Depuis 2002, Nestlé essaye de faire reconnaitre la forme de sa confiserie comme marque pour empêcher ses concurrents de l'imiter. En décembre 2016, la cour européenne a demandé à la firme de prouver que les usagers associaient cette forme spécifique à son produit et ceci dans tous les pays d'Europe.
Le 17 mars 2010, Greenpeace parodie une publicité de Twix : un homme déballe une tablette Kit Kat et croque un doigt d'orang-outan, le sang coule sur son menton et son clavier. Cette publicité a pour but de dénoncer l'utilisation de l'huile de palme dans la fabrication du produit et la déforestation qui est en train d'aboutir à l'extinction des orangs-outans. Peu après, le groupe Nestlé a annoncé qu'il allait rompre le partenariat qui le liait avec son fournisseur d’huile de palme, Smart.

## Succès de la marque au Japon

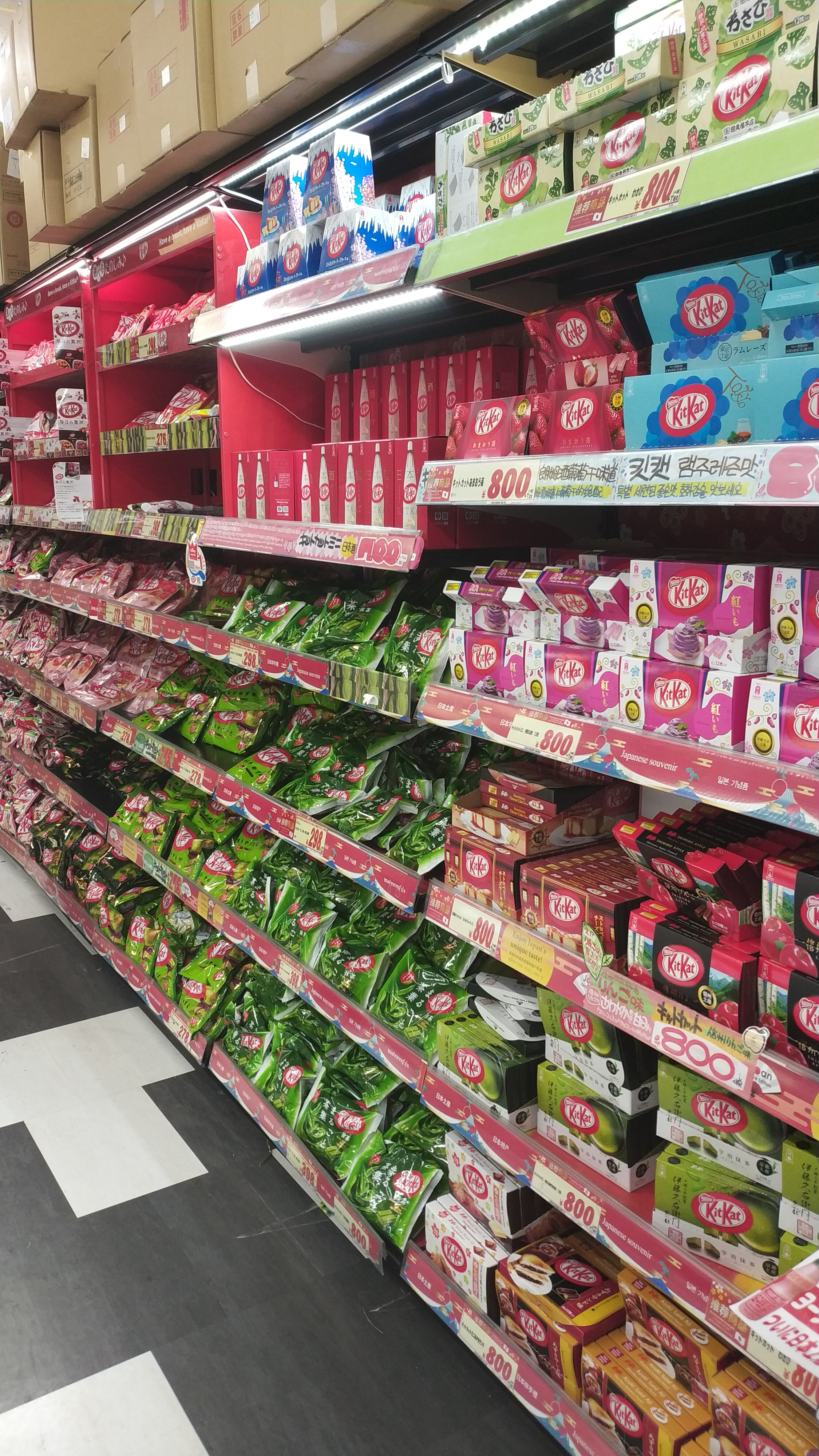
Rayons dans un supermarché d'Osaka remplis de Kit Kat aux arômes spécifiquement créés pour les Japonais.

S'il est un pays dans lequel la marque Kit Kat est connue, c'est bien le Japon. En effet, Nestlé a su exploiter la prononciation de sa marque, en consonance japonaise, qui se dit « kitto katsu » (きっと勝つ), ce qui signifie « vous réussirez certainement ». Fort de cette signification, la société a décidé d'utiliser ce message dans le cadre de ses campagnes publicitaires et ainsi de permettre à ses tablettes chocolatées d'être assimilées au succès des étudiants aux examens.
Afin d'assurer ce succès, Nestlé a signé le premier partenariat, au Japon, entre une marque privée et une enseigne publique, en l’occurrence la poste japonaise, afin de permettre aux clients de cet établissement d'envoyer des produits de la marque à leurs proches, lors des périodes d'examens, tests et autres concours. Ainsi, elle est devenue synonyme d'encouragements au Japon.
En parallèle à ceci, l'entreprise Nestlé au Japon, a utilisé la culture des omiyage au Japon, pour diversifier sa gamme d'arômes. Ainsi, chaque région, excepté celle de Fukushima, se voit proposer une ou plusieurs déclinaisons de cette confiserie à base de productions agricoles locales. À Hokkaido, sont commercialisées ces confiseries à base de melon ou haricots rouges, tandis que dans la préfecture de Shizuoka c'est à base de wasabi, etc. L'offre de Nestlé s'étoffe ainsi de plusieurs dizaines de Kit Kat dit « régionaux » conçus afin que les consommateurs japonais de ce produit se les offrent entre eux à l'occasion de leurs déplacements.
Le 28 janvier 2015, après seulement une année d'existence, Kit Kat Chocolatery (la boutique porte-drapeau de la marque au Japon) ouvrait son premier magasin dans la ville de Kyoto, le premier avec un café. La marque venait d'attirer plus de 400 000 clients en un an, pour 9,9 milliards de yens (environ 82 millions d'euros) de chiffre d'affaires.